# دائرة قجال
دائرة قجال هي إحدى دوائر ولاية سطيف الجزائرية.
تقع جنوب شرق مدينة سطيف ومقرها رأس الماء.

## البلديات التابعة
تضم دائرة قجال البلديات التالية:
- قجال
- أولاد صابر[2]

## المناطق
تضم هذه الدائرة الجزائرية المناطق التالية ؛ من بلديات، ومشاتي وقرى و مداشر ، وبلدات ، وتجمعات سكنية حضرية :
- منطقة قجال
- رأس الماء (ولاية سطيف)
- أولاد صابر
- بير سويسي
- بن ذياب
- بئر لبيض
- لمزارة
- تينار
- الدوار الكبير
- الهاملات
- طاجرة
- أولاد ثليجان
- الحمانة
- دوار بن غذفة
- لخلف
- العمش
- قرواو ولاية سطيف
- فيض الحرس
- لعيايدة (ولاية سطيف)
- خربة بن مداني
- مشتة زراقنة
- الطلبة
- مشتة اولاد الحاج
- مشتة صالح
- اولاد قريبيصة
- اولاد لحمانة
- عين مالح
- شلالة (ولاية سطيف)
- مشتة بير الواد
- أولاد حميدة
- السباخ (ولاية سطيف)
- مشتة بو عبد الله
- مشتة عين بن زرار
- مشتة عوابد
- مشتة عين جديان
- مشتة عبد الرحمان
- مشتة الملالحة
- ثنية القرمود
- مشتة شواربية
- مشتة عواوجة
- مشتة زمامتة
- اولاد بوروبة
- بوغنجة
- بوجملين
- صحاروة
- مشتة بريك
- مشتة البلوط
- مشتة خابر
- مشتة الحدادة
- مشتة رحامين
- مشتة الكشاشعة
- مشتة نزاوات
- دوار (ولاية سطيف)
- بوعواجة
- أولاد بوذيل
- برياقة
- أم الحلي
- الحاملات
- مشتة الحلفاية
- مشتة الحمار
- عين الرومان
- لحلاتمة
- حي 05 جويلية 1962م تينار
- حي 985 مسكن عدل قجال
- حي العلامة الصديق بن الطاهر حمادوش
- حي الشيخ أحمد الزروق
- حي العلامة المختار بن الشيخ
- حي طيبة
- حي الصادق الأمين
- حي أم القرى
- حي المنورة
- حي بكة
- عين هياق
- ذراع الغولة
- حي الجزائر
- حي المحروسة
- حي المحمدية
- حي ثورة التحرير
- حي 05 جويلية 1962 قجال
- حي 08 ماي 1945 قجال
- حي أول نوفمبر 1954 قجال
- حي 19 مارس 1962 قجال
- حي البقيع
- حي الأزهر الشريف
- حي المهدية
- حي الزيتونة
- الخربة
- المرجة
- الشعبة

.